# Даунерс Гроув (Илиноис)
Даунерс Гроув (енгл. Downers Grove) град је у америчкој савезној држави Илиноис.

## Демографија
По попису из 2010. године број становника је 47.833, што је 891 (-1,8%) становника мање него 2000. године.
| Група             | 2000.          | 2010.          |
| Белци             | 42.777 (87,8%) | 40.631 (84,9%) |
| Афроамериканци    | 936 (1,9%)     | 1.424 (3,0%)   |
| Азијати           | 2.782 (5,7%)   | 2.635 (5,5%)   |
| Хиспаноамериканци | 1.747 (3,6%)   | 2.468 (5,2%)   |
| Укупно            | 48.724         | 47.833         |